# Campeonato Chileno de Futebol de 1994 - Segunda Divisão
O Campeonato Chileno de Futebol de Segunda Divisão de 1994 foi a 43ª edição do campeonato do futebol do Chile, segunda divisão, no formato "Primera B". Os 16 clubes jogam em turno e returno. Os dois primeiros são promovidos para o Campeonato Chileno de Futebol de 1995. O terceiro e o quarto lugares jogam uma ligilla de promoção com os dois penúltimos colocados (Club de Deportes Coquimbo Unido e Club Deportivo Provincial Osorno). O último colocado era rebaixado para o Campeonato Chileno de Futebol de 1995 - Terceira Divisão.

## Participantes
| Equipe                               | Cidade       | Região                           | No ano anterior                                                      | Estádio                                       | Capacidade | Títulos        | Participações |
| ------------------------------------ | ------------ | -------------------------------- | -------------------------------------------------------------------- | --------------------------------------------- | ---------- | -------------- | ------------- |
| Club de Deportes Puerto Montt        | Puerto Montt | Região de Los Lagos              | Décimo Quarto Lugar                                                  | Estádio Regional de Chinquihue                | 5.300      | 0 (não possui) | 12            |
| Club Deportivo Arica                 | Arica        | Região de Tarapacá               | Quarto Lugar                                                         | Estádio Carlos Dittborn                       | 10.000     | 1 (1981)       | 13            |
| Audax Club Sportivo Italiano         | La Florida   | Região Metropolitana de Santiago | Sexto Lugar                                                          | Estádio Municipal de La Florida               | 12.000     | 0 (não possui) | 13            |
| Colchagua Club de Deportes           | San Fernando | Região de O'Higgins              | Décimo Primeiro Lugar                                                | Estádio Municipal Jorge Silva Valenzuela      | 5.900      | 0 (não possui) | 31            |
| Club de Deportes Lota Schwager       | Coronel      | Região de Bío-Bío                | Décimo Segundo Lugar                                                 | Estádio Municipal Federico Schwager           | 18.500     | 2 (1969, 1986) | 17            |
| Club de Deportes Unión San Felipe    | San Felipe   | Região de Valparaíso             | Nono Lugar                                                           | Estádio Municipal de San Felipe               | 18.500     | 1 (1970)       | 21            |
| Club de Deportes Unión La Calera     | La Calera    | Região de Valparaíso             | Décimo Quinto Lugar                                                  | Estádio Municipal Nicolás Chahuán Nazar       | 10.000     | 2 (1961, 1984) | 24            |
| Unión Santa Cruz                     | Santa Cruz   | Região de O'Higgins              | Oitavo Lugar                                                         | Estádio Municipal Joaquín Muñoz García        | 4.500      | 0 (não possui) | 8             |
| Club de Deportes Santiago Wanderers  | Valparaíso   | Região de Valparaíso             | Sétimo Lugar                                                         | Estádio Elías Figueroa Brander                | 23.000     | 1 (1978)       | 11            |
| Club de Deportes Ñublense            | Chillán      | Região de Bío-Bío                | Décimo Primeiro Lugar                                                | Estádio Bicentenário Municipal Nelson Oyarzún | 12.000     | 1 (1976)       | 28            |
| Club Deportivo Huachipato            | Talcahuano   | Região de Bío-Bío                | Quinto Lugar                                                         | Estádio Las Higueras                          | -----      | 1 (1966)       | 10            |
| Club Deportivo Arturo Fernández Vial | Concepción   | Região de Bío-Bío                | Décimo Terceiro Lugar                                                | Estádio Municipal de Concepción               | 35.000     | 1 (1982)       | 4             |
| Club de Deportes Ovalle              | Ovalle       | Região de Coquimbo               | Acesso pelo Campeonato Chileno de Futebol de 1993 - Terceira Divisão | Estádio Municipal de Ovalle                   | 8.000      | 0 (não possui) | 27            |
| Club de Deportes Iquique             | Iquique      | Região de Tarapacá               | Rebaixado do Campeonato Chileno de Futebol de 1993                   | Estádio Municipal de Iquique                  | -----      | 0 (1979)       | 4             |
| Club Social y de Deportes Concepción | Concepción   | Região de Bío-Bío                | Rebaixado do Campeonato Chileno de Futebol de 1993                   | Estádio Municipal de Concepción               | 35.000     | 1 (1967)       | 5             |
| Club de Deportes Melipilla           | Melipilla    | Região Metropolitana de Santiago | Acesso pelo Campeonato Chileno de Futebol de 1992 - Segunda Divisão  | Estádio Municipal Roberto Bravo Santibáñez    | 5.500      | 0 (não possui) | 1             |

## Campeão
| Campeão Chileno Segunda Divisão 1994                                  |
| --------------------------------------------------------------------- |
| Club Social y de Deportes Concepción (Concepción) (2º título) Campeão |